# 绿荆
綠荊，舊稱线叶金合欢，是豆科相思樹屬的植物。原產澳大利亚，在中国大陆的广东等地有引种栽培。